# Портрет баронессы де Ротшильд
«Портрет баронессы де Ротшильд» — картина Жана Огюста Доминика Энгра, французского художника, написанная в 1848 году. На портрете изображена Бетти де Ротшильд (1805—1886) вышедшая замуж за своего дядю по отцовской линии банкира Джеймса Майера де Ротшильда, бывшая одной из самых богатых женщин Европы, а также одной из главных парижских меценаток. Её красота и элегантность были широко известны и вдохновили Генриха Гейне на создание поэмы «Ангел». Создавая её портрет, Энгр стремился придать символам её материального богатства достоинство, изящество и красоту искусства эпохи Возрождения, особенно Рафаэля, и в то же время придерживался чёткости линий, как это делал Ян ван Эйк.
«Портрет баронессы де Ротшильд» считается одной из самых совершенных работ Энгра и описывается как «возможно, самое изысканное и в то же время доступное изображение роскоши середины XIX века».

## История создания

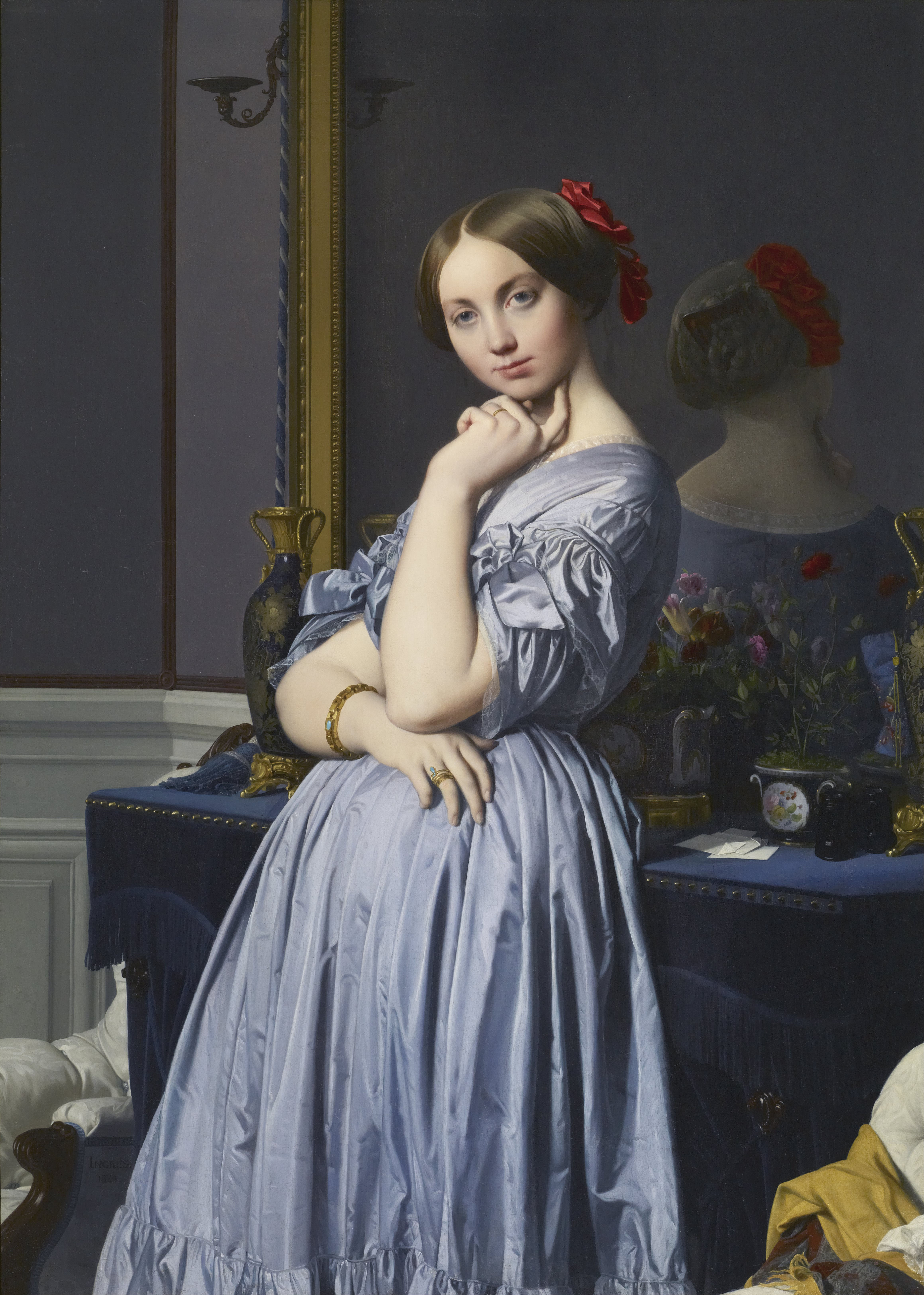
Луиза де Брольи, графиня д’Оссонвиль, 1845 год. Сходство с портретом Ротшильд заключается в овальном лице, туго собранных волосах, положении рук и пальцев, кокетливом выражении лица

Впервые баронесса попросила Энгра написать её портрет в 1841 году, в этот период он неохотного занимался портретной живописью. Его амбиции лежали в области исторической живописи, которую он считал высшей формой искусства. В тот момент он был финансово обеспечен и отказывался от подобных заказов. Встретив её на балу и обнаружив, что она очень обаятельна, он согласился на заказ. В письме от 26 июня 1842 года своему другу Жан-Пьеру-Франсуа Жилиберу Энгр писал: «Во вторник у меня определилась встреча с госпожой де Ротшильд, которая состоится ценой дюжины наивных и искренних писем. Да здравствуют портреты! Да проклянет их Бог…!».
Создание картины длилось ещё шесть лет: были и фальстарты, и перерывы для работы над другими портретами, включая ускоренное завершение портрета старшего сына короля Луи-Филиппа I герцога Орлеанского Фердинанда Филиппа, разбившегося при падении из кареты в 1842 году. Хотя к февралю 1843 года Энгр почти закончил голову госпожи де Ротшильд, в июне 1844 года он начал работу заново. Поскольку первый вариант портрета не сохранился, вероятно, Энгр соскоблил его и написал новую версию поверх него. В июне 1847 года он писал, что «почти закончил госпожу де Ротшильд, снова начал её улучшать, и [приступил] к портрету госпожи Муатесье». Картина была завершена в 1848 году.

## Описание
Баронесса Ротшильд одета в вечернее платье из розового атласа с рядами рюшей по подолу и кружевными оборками по воротнику и рукавам, украшенное бантами из лент. Волосы приглажены над ушами, на голове — чёрная бархатная шапочка, украшенная страусиными перьями. Она сидит на красном бархатном диване, скрестив руки и ноги в непринуждённой манере. Энгр изобразил её на картине так, как будто она присутствует на званом вечере с друзьями.
Модель расположена необычно низко в картинной плоскости, что придаёт ей уязвимость, противоречащую очевидной статности, которую придают геральдическая надпись и герб в правом верхнем углу. В портрете доминируют два основных элемента: её винно-красное атласное платье и очарование её почти идеализированного лица. Хотя она смотрит на зрителя почти с той же прямотой, что и на «Портрете месье Бертина» Энгра, образ смягчен привлекательностью её позы и платья. Эта теплота контрастирует с трезвым и тусклым коричневым верхним фоном, который служит для того, чтобы нивелировать великолепие натурщицы.

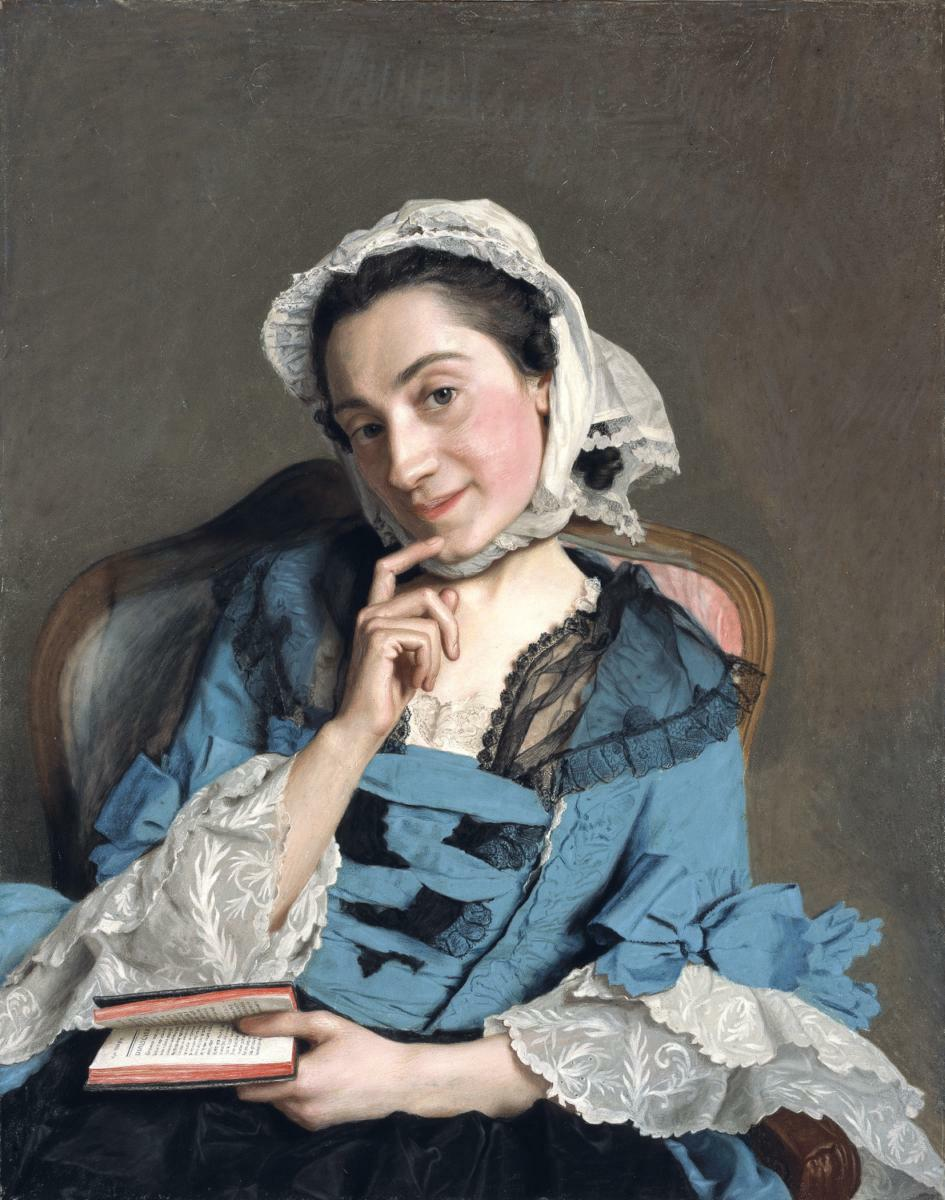
Жан-Этьен Лиотар, Портрет Луизы д’Эпинэ, пастель, 1759

В отличие от портрета Бертина, который потребовал от Энгра длительной борьбы ради того, чтобы изобразить модель в сидячей позе, Энгр, очевидно, определился с основной композицией портрета баронессы Ротшильд на первом же сеансе. Расположение верхней части тела Ротшильд, возможно, было отчасти вдохновлено пастелью швейцарского художника Жана-Этьена Лиотара «Портрет Луизы д’Эпинэ» (1759), которой Энгр, как известно, особенно восхищался. Живость портрета Энгра усиливается непринуждённой манерой натурщицы наклоняться вперед над своими скрещенными ногами. По словам искусствоведа Айлин Рибьеро, «поза мадам де Ротшильд — то, как она скрещивает ноги, так что отчетливо видна форма колена, — могла считаться довольно рискованной, если верить книгам по этикету», которые в то время предупреждали, что женщина не должна скрещивать ноги в положении сидя.
Многие критики отмечают необычное использование Энгром света в этой работе; тени на платье изображены более плоскими, чем освещённые участки ткани, но парадоксальным образом лежат чуть выше их на поверхности холста. Как правило, Энгр не придерживается анатомически правильного изображения видимых частей ее тела, которые выглядят почти бескостными и необычайно изогнутыми и кривыми.

## История
Портрет находился в салоне Бетти вплоть до её смерти в 1886 году. В 1867 году он был предоставлен для посмертной выставки Энгра в Париже, но впоследствии картину выставляли публично лишь дважды. Во время немецкой оккупации Франции во время Второй мировой войны портрет баронессы Ротшильд был конфискован у её внуков, как еврейская собственность. В июне 1946 года он был возвращён семье и в том же году выставлен в Париже вместе с другими репатриированными работами. В 1967-68 годах в Пти-Пале в Париже портрет был представлен на выставке работ Энгра, посвящённой столетию со дня смерти художника.